# Grèves de 2022 au Royaume-Uni
 (décembre 2022).

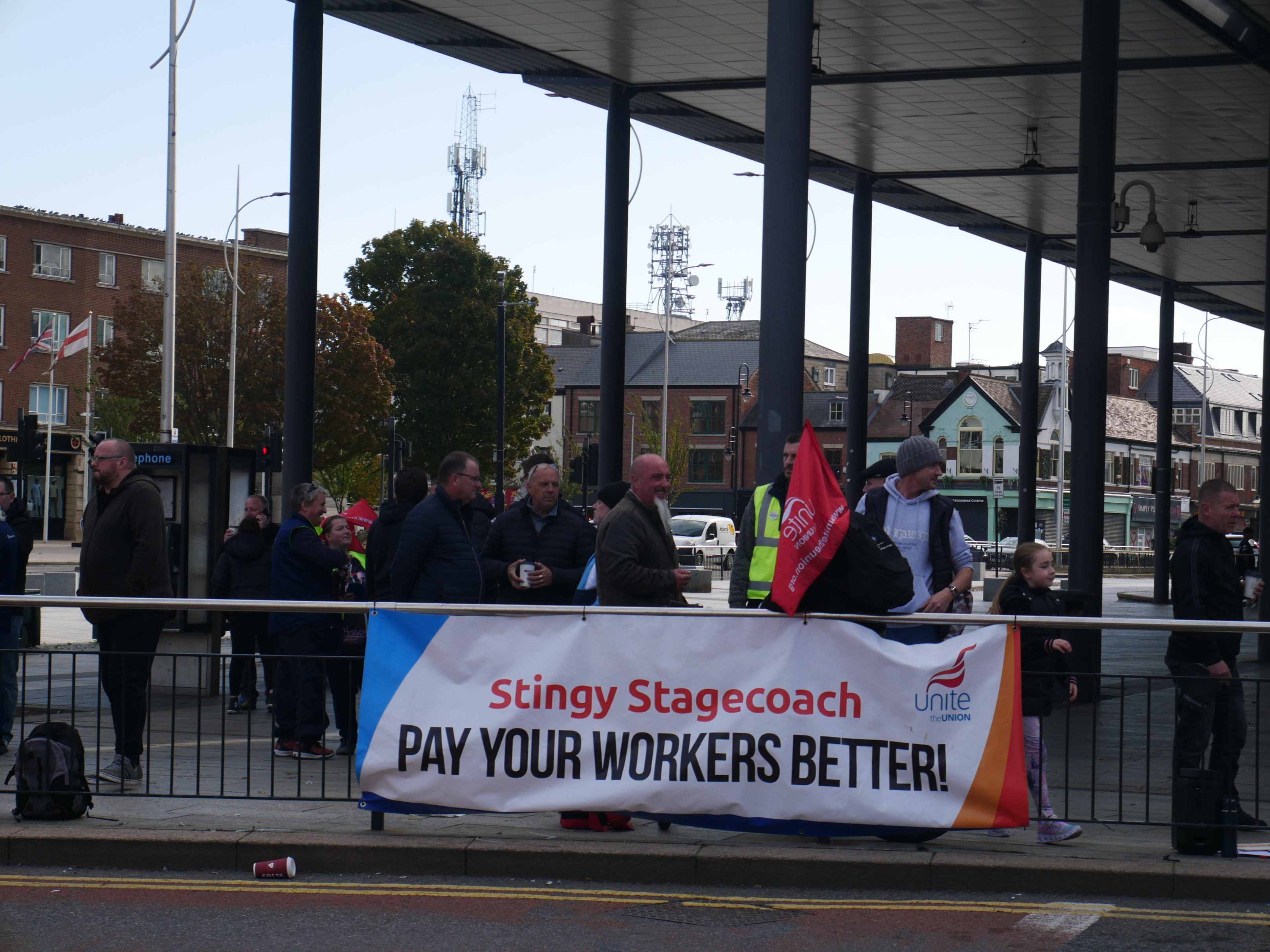
Grévistes à Kingston

Les grèves de 2022 au Royaume-Uni constituent le plus important mouvement social dans le pays depuis les années 1980. Au mois de décembre, plus d’un million et demi de travailleurs sont en grève.

## Contexte
Les revendications portent en particulier sur l'augmentation des salaires, lesquels stagnent depuis la politique d’austérité engagée en 2010 par David Cameron tandis que l'inflation dépassent les 11 % sur un an en octobre. L'augmentation des prix est encore plus marquée dans les secteurs essentiels comme l’alimentaire, avec une hausse de 16 %, et surtout l'énergie, où les prix ont doublé. Selon des chiffres de la Trades Union Congress, les salariés ont perdu en moyenne et en valeur réelle 20 000 livres sterling entre 2008 et 2021. Selon le syndicat enseignant NASUWT, 72 % de ses membres ont réduit leurs dépenses alimentaires en raison de la hausse du coût de la vie. Selon l’institut YouGov, 33 % des fonctionnaires veulent quitter leur profession, découragés par les salaires en baisse.
Les syndicats du secteur de la santé dénoncent également une « privatisation rampante » de la National Health Service et une « industrialisation » de l’hôpital.
Le projet du gouvernement de Rishi Sunak de réduire les droits de certaines professions, notamment ceux des pompiers et des ambulanciers, a par ailleurs accru les tensions avec les syndicats.

### Syndicalisme et droit de grève
Le droit de grève est toutefois fortement limité au Royaume-Uni. La législation antisyndicale, mise en place par Margaret Thatcher et John Major, maintenue par les travaillistes Tony Blair et Gordon Brown, puis renforcée à partir de 2010 par les conservateurs, interdit les grèves « de solidarité » (en soutien à d’autres salariés), les revendications de portées générales (comme la défense des retraites) et le blocage des lieux de travail. En outre, le Trade Union Act de 2016 a imposé de nouvelles contraintes : pour déclencher une grève, les syndicats doivent obligatoirement consulter leurs adhérents par voie postale, pendant plusieurs semaines, et la consultation n’est légale qu’avec un minimum de 50 % de réponses.
Contrevenir à cette législation expose les salariés au licenciement et à des poursuites judiciaires. Le professeur Heather Connolly, spécialiste des relations au travail, souligne qu'il « est très difficile de se mettre en grève au Royaume-Uni, il faut obligatoirement être membre d'un syndicat. Il n'existe pas de droit individuel à faire grève. La plupart des gens ne réalisent pas l'implication que cela demande. » 
Le taux de syndicalisation des travailleurs britanniques s'élève à un peu plus de 23 % en 2021 mais varie fortement selon les secteurs.

## Déroulement
Le mouvement de grève est lancé en juillet 2022 par les travailleurs du rail et les postiers. Plus d'un million et demi de travailleurs ont fait grève en décembre 2022.

## Réactions

### Politiques
Le premier ministre Rishi Sunak choisit d'adopter une ligne dure face aux grévistes, refusant de négocier et de recevoir les responsable syndicaux. Selon lui la hausse des salaires accélérerait l'inflation. Il déclare être prêt à mobiliser l’armée pour remplacer les grévistes dans certains secteurs et décide d’accélérer l’adoption d’un projet de loi imposant un service minimum dans les transports et les services publics. Le syndicat cheminot Rail, Maritime and Transport Workers a accusé le gouvernement d’avoir saboté un accord en cours de négociation avec le Rail Delivery Group,. Certaines catégories professionnelles ont cependant obtenu gain de cause, comme les avocats qui ont obtenu une augmentation 15 %, et les chauffeurs de bus dans le Kent.
Le chef du Parti conservateur, Nadhim Zahawi, a déclaré que la grève des infirmières faisait le jeu de Vladimir Poutine, le président russe. L'ex-premier ministre Boris Johnson s’en est pris régulièrement aux syndicats et a proposé d’autoriser l’utilisation de personnel intérimaire pour remplacer les grévistes. Les médias conservateurs ont également réagi très défavorablement face aux grèves. The Times, quotidien proche du gouvernement conservateur, cite un ministre, qui estime que « les syndicats ne peuvent tenir financièrement sur le long terme. Leurs dirigeants tiennent un discours ferme, mais la grève est un acte d’automutilation à l’encontre de leurs propres travailleurs, qui perdent des salaires et des doubles journées de paie à Noël. Pour leur bien, les dirigeants syndicaux doivent cesser de faire de la politique et mettre fin à ces grèves coûteuses. » 
Le Parti travailliste a connu un virage à droite depuis l'élection de Keir Starmer à la tête du parti en 2020. Celui-ci interdit aux membres de son cabinet fantôme de se rendre sur les piquets de grève des cheminots et s'emploie à présenter le Labour comme un parti soucieux des intérêts des chefs d'entreprise. Les relations du parti avec les syndicats se sont ainsi distendues sous sa direction. Le 27 juillet, Sam Tarry, le ministre fantôme des transports, est limogé par Starmer après être apparu aux côtés des cheminots grévistes.

### Opinion publique
Selon un sondage YouGov pour le Times publié début décembre, 46 % des personnes interrogées jugent le gouvernement responsable des grèves, et 17 % font porter la responsabilité aux syndicats.
La grève des infirmières bénéficie du soutien de 60 % de la population britannique selon une enquête de The Observer. Un autre sondage réalisé par Omnisis indique que 84 % des Britanniques souhaitent que le gouvernement augmente les salaires des infirmières.